# لوگوس ۵۸۵۳۴
سیارک ۵۸۵۳۴ (‎/ˈloʊɡɒs/‎ LOH-goss یا ‎/ˈlɒɡɒs/‎ LOG-oss; یا یونانی: [λόγος] Error: {{Lang}}: متن دارای نشانه‌گذاری ایتالیک است (راهنما)؛ نامگذاری:1997CQ29) پنجاه و هشت هزار و پانصد و سی و چهارمین سیارک کشف شده‌است که در ۴ فوریه ۱۹۹۷ کشف شد.

تعامل لوگوس و قمر آن، زِو، شبیه به این است.